# Tifoseria del Catania Football Club
In questa voce sono riportate informazioni relative alla storia ed evoluzione della tifoseria del Catania Football Club, società calcistica italiana con sede a Catania.

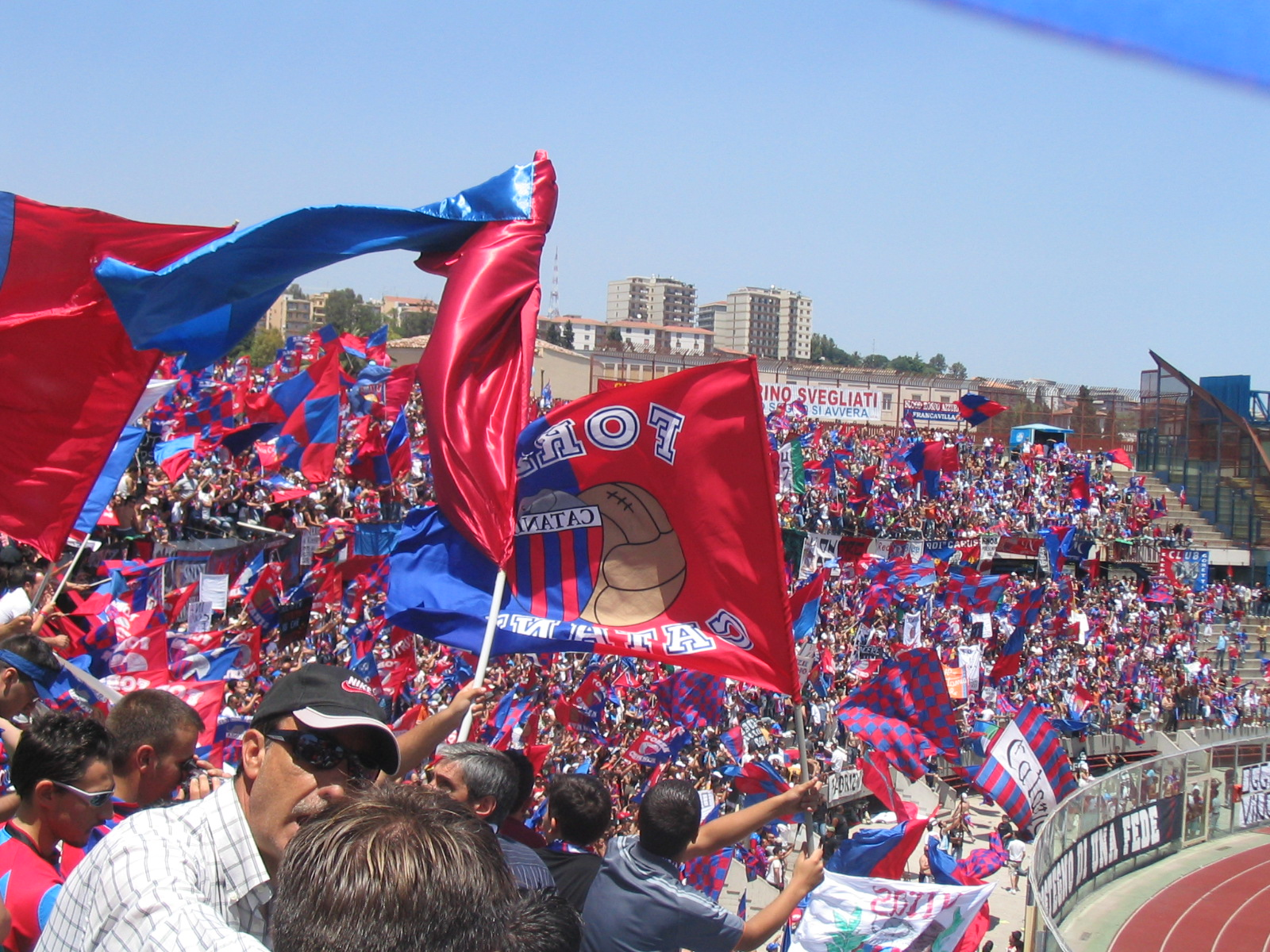
La Curva Nord.

## Composizione demografica
Secondo una classifica sul numero di tifosi elaborata dalla Nielsen Italia a seguito di rilevazioni effettuate nel 2008, il Catania sarebbe la dodicesima squadra con più tifosi in Italia e ne conterebbe circa 649.000. Un'indagine statistica commissionata dalla Lega Calcio del 2012, quantifica i sostenitori del Catania a 581.101 unità, dei quali 229.434 la riconosce come "squadra del cuore". Invece, secondo un'altra indagine statistica elaborata nel 2016, la tifoseria catanese si piazza tra le prime 5 tifoserie italiane dalla Serie A alla Lega Pro, con una media-spettatori di 8.815 unità.
Per quel che concerne la distribuzione geografica dei tifosi della squadra rossazzurra, essi sono perlopiù concentrati a Catania, nei comuni della provincia di cui è capoluogo, nei comuni di altre province prossime a quella catanese (specialmente quella di Enna) e tra le comunità catanesi presenti in Italia e all'estero.

## Orientamento politico
La tifoseria del Catania è inquadrata come politicamente orientata a destra, in modo particolare due suoi gruppi organizzati che si identificano come tali.

## Tifoseria organizzata

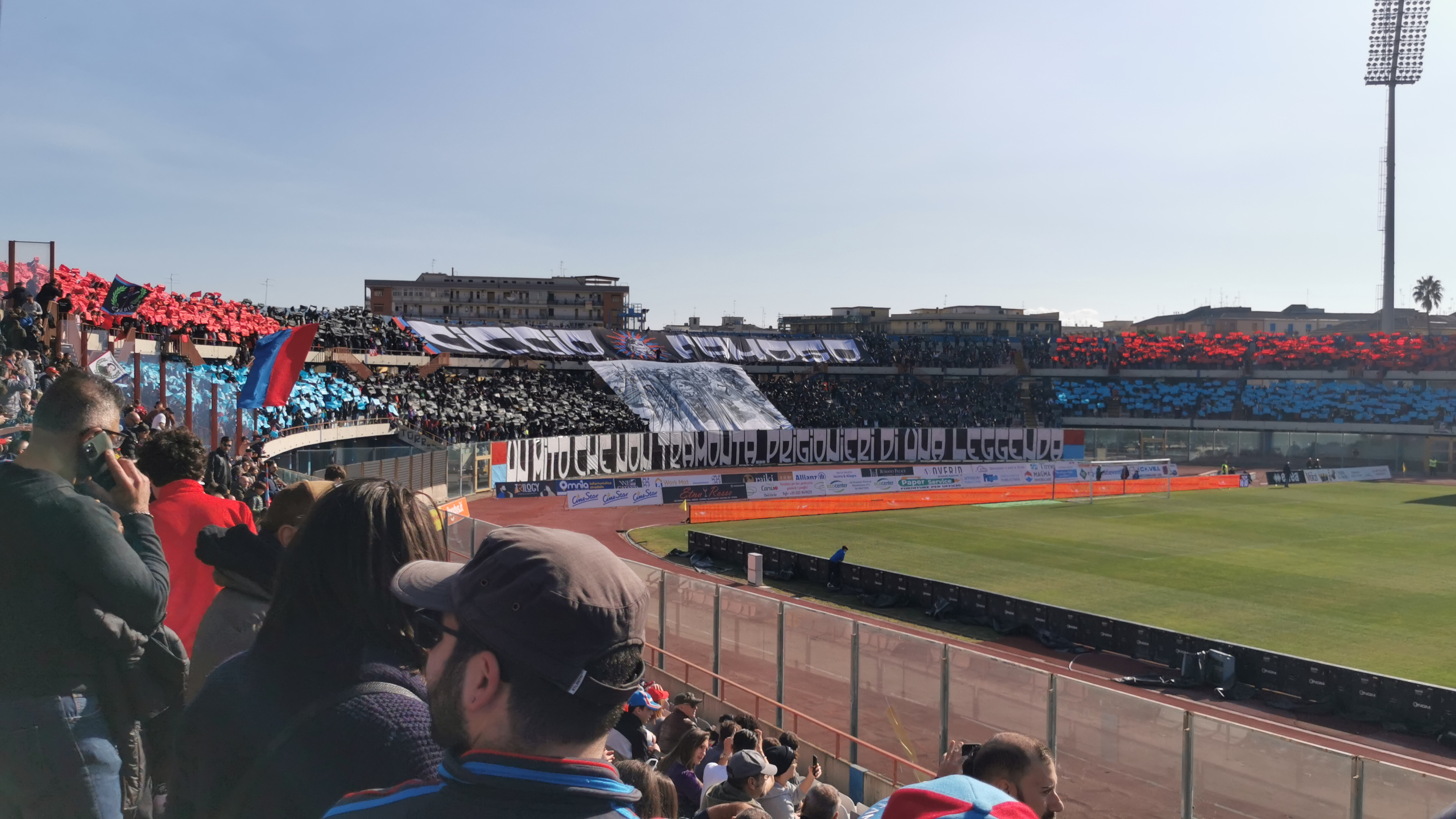
La Curva Sud nel 2023

Il tifo organizzato catanese nasce nel 1979 nel popolare rione catanese del Castello Ursino, con il primo gruppo organizzato della Falange d'Assalto Rossazzurra posizionato nella Curva Sud e fondato dal tifoso Francesco Famoso, soprannominato per questo "Ciccio Falange".
Alla Falange d'Assalto fu seguito immediatamente la nascita di altri gruppi ultras alla fine degli anni ottanta, quali l'Onda d'urto, i Teddy Boys, i Panthers, gli Hells Angels, le Brigate Ultrà, gli Indians, gli Eagles e la Gioventù Rossazzurra.
Degli anni ottanta rimane memorabile la trasferta organizzata per lo spareggio contro la Cremonese per la Serie A disputato nel giugno del 1983, quando 40.000 catanesi si recarono allo stadio Olimpico di Roma, rimanendo nell'immaginario collettivo come una delle trasferte più numerose della storia del calcio.
Nel 1991 alcuni ultras si spostarono dalla Nord alla Sud e fondarono il gruppo Primo Amore, poi ribattezzato Irriducibili, col quale si diede una svolta alla tifoseria che da allora sarà sempre presente in qualunque trasferta di qualsiasi categoria.
Altro momento importante fu quello della retrocessione a tavolino in Eccellenza nel 1993 per inadempienze finanziarie. Nel 1994, infatti, Franco Proto, presidente del Catania '93, cercò di approfittarne trasferendo il titolo della Leonzio da Lentini a Catania, dando vita all'Atletico Catania. Tuttavia i supporter rossazzurri, nonostante il Catania militasse ben due categorie più in basso, rifiutarono la presenza di una seconda squadra rendendo vano il progetto del presidente Franco Proto, che naufragò nel giro di pochi anni: nonostante l'Atletico militasse in categorie superiori, il Catania al suo primo anno in Eccellenza, registrava una media di 9.000 spettatori ad ogni sua gara casalinga.
Alla fine degli anni novanta le nuove leve del tifo catanese cresciute negli anni del CND e della Serie C2 diedero vita al gruppo A Sostegno di una fede. In quegli anni la Curva Nord dello stadio catanese divenne una delle più calde e colorate d'Italia, contribuendo alle ritrovate fortune della squadra rossazzurra: sorsero così i gruppi organizzati dei Decisi - scissosi dalla Falange, gruppo violento e intransigente che ha subito una grande repressione da parte delle forze dell'ordine - dei Drunks e de I pazzi rossazzurri.
Nel 2000 nasce il primo gruppo organizzato in Tribuna B, sorto dalla scissione dagli Irriducibili, denominato Associazione Non Riconosciuta, meglio nota come A.N.R., in seguito migrati nella Curva Nord.
Non sono mancati nel tempo incidenti con tifoserie avversarie, spesso dovuti alla presenza assidua di tifosi catanesi in tutte le trasferte, con i quali i vari gruppi ultras delle squadre di casa cercavano di "confrontarsi". Vi sono stati episodi tragici come la morte del tifoso messinese Antonino Currò, e soprattutto della sera degli scontri di Catania, datata 2 febbraio 2007, in cui perse la vita l'ispettore capo Filippo Raciti dopo scontri tra ultras e forze dell'ordine.
Il 1º febbraio 2017 si spegne Francesco Famoso detto Ciccio Falange, storico fondatore del movimento ultras Falange D'Assalto capo ultras del tifo rossoazzurro. A lui sono arrivati gli omaggi da ogni parte dell'Italia calcistica, ma non solo, infatti lo storico ultrà rossazzurro è stato pure omaggiato da tifoserie estere, quali quelle del Borussia Dortmund e del Bayern Monaco.
Il 16 dicembre 2016 si scioglie il gruppo "A sostegno di una fede" dopo aver pubblicato un comunicato che spiegava il motivo dello scioglimento del gruppo, in curva nord il gruppo principale divenne "UCN" ovvero ultras curva nord formato dagli stessi membri di a sostegno di una fede e si affiancarono altri gruppi. 
Dopo il fallimento del Calcio Catania e la rifondazione di una società calcistica catanese in curva nord il gruppo principale divenne "Catania Curva Nord" detto anche CCN che come simbolo porta 2 bandierine rossoazzurre una a strisce ed una a scacchi con le lettere C C N tra di loro. la curva tutt'oggi ha molti gruppi e si presenta in trasferta con lo striscione ULTRAS con le bandierine tra la scritta ultras.

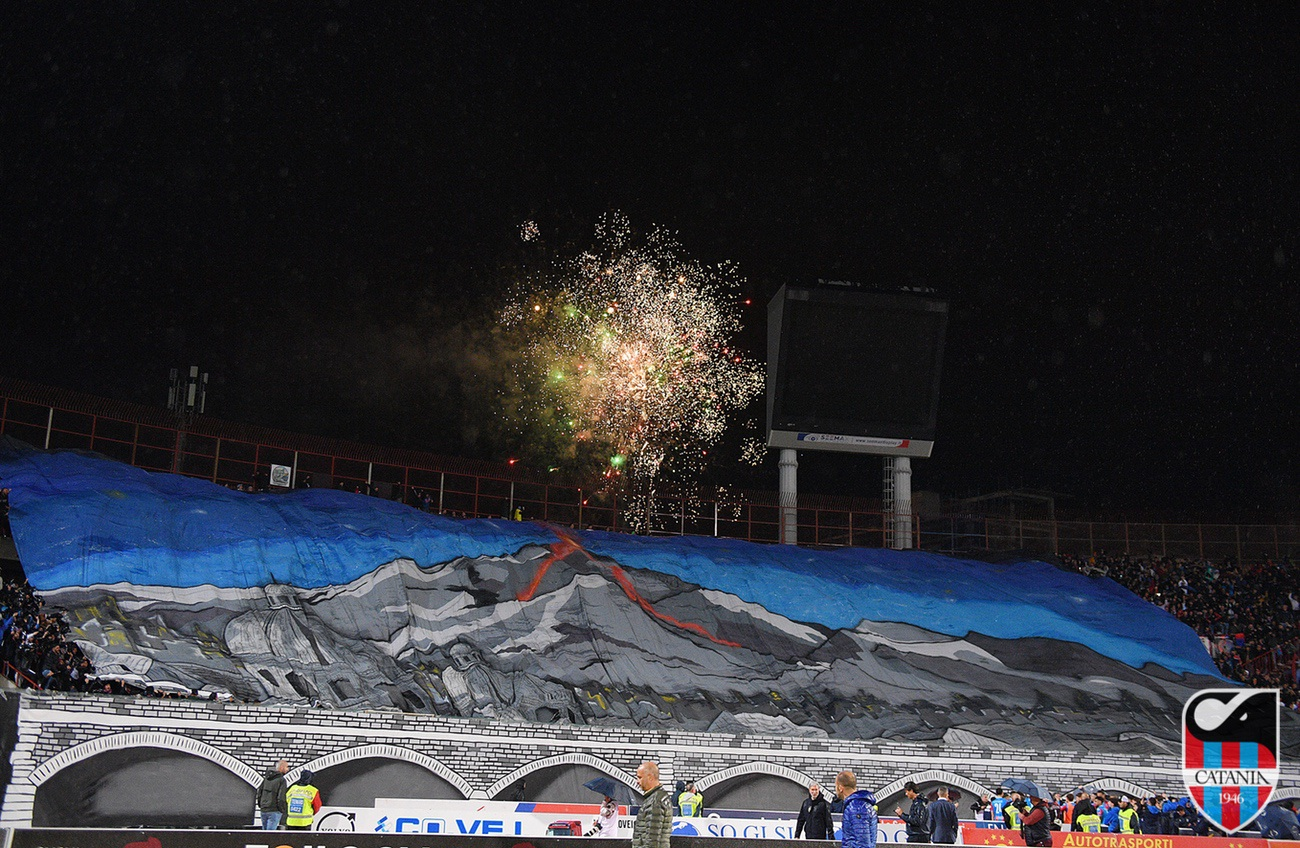
Coreografia della Curva Nord nel 2023.

In Curva Sud sono presenti i seguenti gruppi: Falange D’Assalto, Irriducibili 1991, Caos Boys rossoazzurri, Bad Boys, Sezione Barriera Canalicchio, Ppi tutti i carusi-SenzaTesti, Estremamente Etnei: che risiedono nell’anello inferiore, mentre di sopra si trova il gruppo Romantica Passione formato nel 2018, Vanedda Cucchiara formato nel 2023, Klan Magmatico, 95100, Nel Nome di Catania, Panza Presenza e Sustanza, Liotrizzati fondati nel 2016, Veterani Vecchia Guardia, Il mio canto libero sei tu Catania.
I gruppi presenti in Curva Nord sono: Catania Curva Nord, Stazione Clan, Quartiere Monte Po', Essere Ultras, Dannatamente Innamorati, San Giorgio, Piazza Palestro, i Pazzi, Librino Catania, Ogni Maledetta Domenica, Cibali Ultras, Catania Contro Corrente, Anonimi Catania, Vecchio stampo, Zzona Aeroporto, Via San Jacopo, Finché Vivrò, Militanza Ad Oltranza, TDCL, Gruppo San Paolo, Giardini Naxos Onnipresenti, Zafferana rossi azzurra.
In tribuna B il principale gruppo Ultras è il Mecha Klan Catania, fondato nel 2015 però sono anche presenti la Banda Principe, Ultras ghetto 1991, Tana Rossazzurra, Catania Mania, Simpson boys, Orgoglio e passione. 
In tribuna A è presente il gruppo C.D.A. Clan Dante Alighieri fondato nel 2023, situato nell'anello superiore nel settore E, nel settore F è presente il club "Gli Elephant Catania club Melbourne" club del presidente Ross Pelligra. 
A Catania gli Ultras della Curva Sud, durante la stagione 2015-2016, ovvero il primo in cui il Catania ha militato in Serie C, decisero di aderire alla tessera del tifoso, è da allora sono presenti in ogni trasferta rappresentati dallo striscione “Estrema Appartenenza”.

## Gemellaggi e rivalità

### Gemellaggi e amicizie
Per quanto concerne i legami tra i tifosi del Catania e quelli delle altre squadre, sussistono dei gemellaggi con il Crotone, il Napoli, la Triestina e, al livello regionale, con il Trapani, tra l'altro c'è un rapporto di simpatia reciproca con i sostenitori del Giarre, del Paternò e della Sicula Leonzio. Esistono anche rapporti molto positivi con le tifoserie di Aversa Normanna, Benevento, Battipagliese, Ebolitana, Monopoli, Parma, Potenza e Vigor Lamezia. Inoltre, all'estero, la tifoseria rossazzurra è gemellata con quelle del Borussia Dortmund (che portarono durante la finale di Champions League '23 una maglia del Catania), del Reading e dell'HJK. In occasione del match di Europa league tra Roma e Real Betis i tifosi spagnoli hanno cantato cori a favore del Catania.
Tra le amicizie spicca quella con la tifoseria del Crotone, risalente al 2001, in occasione della morte del tifoso rossazzurro Fabrizio Lo Presti. In tale circostanza gli ultras della squadra calabrese mostrarono sincero affetto verso le due curve catanesi e la famiglia del giovane. Nella gara casalinga successiva alla tragedia, la Curva Sud crotonese espose il toccante striscione «La sua vita per la sua curva, la nostra curva per il suo ricordo: "ciao Fabrizio" (scritto in rossoblù) un ultras catanese» al centro della curva e, nella prima della partita lo striscione venne sostenuto a mano in campo.
Il gemellaggio con i tifosi del Napoli nacque nel 2009 in occasione della partita di campionato in Serie A tra le compagini etnea e partenopea terminata con il risultato di 0-0; durante la partita i tifosi azzurri esposero uno striscione che recitava «Ultras catanese non mollare», con cui veniva espressa vicinanza e solidarietà alla città di Catania.
È noto anche il rispetto reciproco tra i tifosi del Catania e quelli del Genoa.
Il gemellaggio, ormai divenuto rispetto, con i tifosi della Triestina nacque del 2004, in occasione della partita di campionato di Serie B tra le formazioni rossazzurra e alabardata, disputata al Massimino, nella quale i tifosi etnei della Curva Nord, in occasione del cinquantesimo anniversario del ricongiungimento della città di Trieste all'Italia, esposero uno striscione che recitava «Da 50 anni riannessa, Trieste da sempre italiana», a cui i tifosi giuliani risposero con uno striscione in cui vi era scritto «Trieste e Catania: in un calcio malato le nostre grida risuonano ancora»; inoltre i tifosi rossazzurri esposero un altro striscione con cui facevano riferimento alla tragedia delle foibe che recitava «Catania non dimentica le vittime delle foibe», al quale i tifosi ospiti risposero con uno striscione in cui vi era scritto «da Trieste a Catania un solo grido: Italia».
La simpatia tra Catania e Trapani è nata intorno al 1994 e si è, in seguito, trasformata in un vero e proprio gemellaggio basato anche sulla rivalità comune nei confronti del Palermo. È significativa la data del 18 Aprile 1999 quando nello "Stadio polisportivo provinciale di Trapani, tra le due tifoserie ci furono strette di mano e giri di campo con bandiere, stendardi e sciarpe che suggellarono definitivamente il gemellaggio.
Tra i tifosi del Benevento e quelli del Catania c'è un ottimo rapporto di simpatia reciproca che si è cementato quando negli ultimi anni gli ultras beneventani sono stati molto vicini a quelli catanesi con cori e striscioni a sostegno di "Ciccio famoso" (uno dei più noti ultras etnei), prima e dopo la sua morte.
Dal 2014 c'è una forte amicizia con il Reading, squadra inglese, i cui tifosi sono soliti effettuare viaggi culturali in Europa meridionale.
Negli anni 2010 è nata un'amicizia a livello internazionale con un gruppo organizzato di tifosi del Borussia Dortmund, che condividono con i tifosi del Napoli.
Negli ultimi anni per cause di rivalità in comune con Palermo, Foggia, Lecce, Taranto, Catanzaro, Avellino, Pescara e Roma, è nata un’amicizia con i tifosi del Bari.

### Rivalità

#### I derby più accesi
La più nota è senz'altro quella con i tifosi del Palermo, con il quale gioca il derby di Sicilia. La partita è conosciuta come uno dei derby più sentiti d'Italia. La contrapposizione tra le due piazze va ben oltre il mero ambito calcistica, estendendosi a numerosi campi, trattandosi delle due maggiori città della Sicilia. Se negli anni passati quella tra tifosi catanesi e palermitani è stata una rivalità accesa, spesso sfociata nella violenza, dopo gli scontri del 2007 essa è andata scemando, limitandosi a semplici sfottò e rientrando dunque nei ranghi della rispettabilità reciproca e del sano agonismo sportivo. Si aggiungono anche le rivalità con il Padova (i tifosi biancoscudati sono legati a quelli rosanero) e L.R. Vicenza.
Non meno importante è la rivalità con i tifosi del Messina: per gli ultras peloritani infatti, la rivalità con quelli etnei è di minore importanza solo se paragonata a quella con i tifosi della Reggina.
Un'altra importantissima rivalità in ambito regionale, che purtroppo spesso ha dato origine a scontri, è quella con il Siracusa. Gli incontri fra le due compagini sono detti anche "derby dello Ionio" o "derby dei vulcani" e sono più sentiti da parte aretusea che da quella etnea. Questo derby è tra i più caldi a non essere mai stati giocati in serie A. Ultimamente, azzurri e rossazzurri hanno avuto di nuovo modo di sfidarsi per più volte, dopo 23 stagioni in cui tra le due squadre non era più stato giocato un derby, tra campionato e coppa Italia, nel periodo compreso tra il 2016 e il 2018 e questo ha dato origine a degli scontri.
È da segnalare anche la particolare rivalità tra i tifosi del Catania e quelli concittadini dell'Atletico Catania. Dopo il 1993, in seguito alla ripartenza del Catania dal campionato di Eccellenza, molti Catanesi hanno deciso di diventare dei supporters dell'Atletico Catania, che allora stava vivendo il periodo di maggior lustro e militava in Serie C1, e per questo sono detti, dai tifosi del Catania, "arribattuti", termine siciliano che significa contraffatti.
Tra la tifoseria del Catania e quella dell'Akragas c'è una forte antipatia reciproca che, tra il 2015 e il 2018, quando le due squadre si sono più volte affrontate in Lega Pro, si è trasformata in una vera e propria rivalità. Infatti allo Stadio Esseneto si è assistito anche ai primi cori di sfottò tra le due tifoserie.
Rivalità all'interno della Sicilia sono quelle con Acireale, Gela, Licata e Marsala.
Un'altra rivalità molto accesa è quella con il Livorno, perlopiù per l'opposta ideologia politica delle tifoserie. Si ricordano i fatti del 2003, dove i catanesi entrarono allo stadio bruciando una bandiera del P.C.I. Molte volte tra tifosi si è arrivati anche al lancio di Molotov da parte dei tifosi del Livorno verso i tifosi catanesi. La stessa stagione, all'arrivo dei Livornesi a Catania fu un vero inferno per loro, tanto che dovettero tornare a Livorno senza nemmeno fare ingresso allo Stadio, successivamente agli scontri i tifosi catanesi irrompono nel settore ospiti in simbolo di vittoria.
Rivalità significativa è anche quella con la Juventus. Quando gli juventini arrivarono a Catania per un amichevole ci furono gravi scontri tra le tifoserie nella quale fu rubato lo storico striscione "Fighters". Il gruppo anziché sciogliersi recuperò lo striscione tramite terzi elementi (Che furono pagati si dice 20 Mila euro) e così la tifoseria Catanese glielo restituisse, Ricordandogli che da quel momento non potevano più definirsi ultras.

#### Altre rivalità
- Reggina: risale all'incirca agli anni 70'[31] e ha dato in più occasioni origine a scontri. Nella stagione 2017-2018 è stato esposto dalla curva della Reggina uno striscione recante una scritta ingiuriosa e sono stati lanciati oggetti ai danni dell'allora estremo difensore rossazzurro Matteo Pisseri.[32]

- Catanzaro: questa rivalità è scoppiata nel 1978.[13] Mentre il Catanzaro aveva appena ottenuto la promozione in Serie A 1978-79, il Catania aveva concluso il campionato di Serie C a pari punti con la Nocerina e, come di regolamento, si dovette effettuare uno spareggio che si disputò in campo neutro al Nicola Ceravolo di Catanzaro. In occasione della sfida gli ultras catanzaresi decisero di unirsi sugli spalti ai tifosi campani che erano in netta minoranza rispetto a quelli etnei. In seguito alla sorprendente vittoria per 2-1 della Nocerina si verificarono dei duri scontri all'interno dell'impianto sportivo ed è da allora che fra le due tifoserie non scorre buon sangue[33]

- Foggia: la rivalità tra Catania e Foggia è legata al gemellaggio tra i supporters catanesi e quelli partenopei, che nel 1992, al termine di un incontro tra Foggia e Napoli, vinto per uno a zero dai pugliesi, decisero di rompere il gemellaggio rubando uno striscione a bordocampo. Da allora il gemellaggio tra tifosi catanesi e napoletani non è ben visto da quelli del Foggia e questo causa un pessimo legame tra le due tifoserie.[34] Tra l'altro gli ultras foggiani sono gemellati con quelli del Palermo, che è il principale rivale del Catania.

- Taranto: la rivalità tra queste due compagini scoppiò nella partita d'andata, giocata all'Erasmo Iacovone di Taranto, della stagione 2001-2002 (che si concluse con la promozione del Catania in Serie B). Durante il match la curva pugliese espose uno striscione contenente un insulto a Sant'Agata, patrona di Catania. Questo fu l'episodio che fece scoppiare la rivalità anche se, però, già da tempo esistevano attriti tra le due tifoserie.[35]

- Pisa: la rivalità scoppiò quando durante un match tra Pisa e Catania, alcuni sostenitori del Pisa si vestirono da tifosi del Catania e si infiltrarono nel settore ospite; una volta arrivati i primi tifosi del Catania (non organizzati) diedero purtroppo inizio ad un pestaggio per poi fuggire.[13]

È nota anche la rivalità tra Catania e Fidelis Andria che affonda le sue radici negli anni 90' e che ha anche causato dei disordini.
Inoltre sono da segnalare altre rivalità minori con Atalanta, Avellino, Cavese, Juve Stabia, Livorno (dovuta al gemellaggio tra rossazzurri e alabardati, oltre al famigerato striscione labronico del 2002 che inneggiava a Tito e le foibe), Pescara, Perugia, Ternana, Roma, Salernitana, Casertana, Cosenza, Sancataldese e Matera. Esistono pessimi rapporti anche con la tifoseria di Cagliari.
| Gemellaggi - Napoli | Amicizie - Battipagliese - Benevento - Borussia Dortmund - Genoa - Ebolitana - Potenza - Giarre - Monopoli - L’Aquila - Leonzio - Parma - Paternò - Savoia - Crotone - Trapani - Triestina Rivalità - Acireale - Akragas - Ascoli - Atalanta - Avellino - Bari - Cagliari - Arezzo - Atletico Catania - Frosinone - Casertana - Cosenza - Catanzaro - Cavese - Foggia - Verona - Lecce - Fidelis Andria - Gela - Juve Stabia - Nocerina - Pisa - Ternana - Turris - Licata - Livorno - Matera - Messina - Palermo - Padova - Perugia - Pescara - Reggina - Roma - Salernitana - Siracusa - Taranto - Vicenza |